# Roque Bluffs
Roque Bluffs es un pueblo ubicado en el condado de Washington en el estado estadounidense de Maine. En el Censo de 2010 tenía una población de 303 habitantes y una densidad poblacional de 5,99 personas por km².

## Geografía
Roque Bluffs se encuentra ubicado en las coordenadas 44°37′25″N 67°29′8″O / 44.62361, -67.48556. Según la Oficina del Censo de los Estados Unidos, Roque Bluffs tiene una superficie total de 50.58 km², de la cual 26.9 km² corresponden a tierra firme y (46.81%) 23.68 km² es agua.

## Demografía
Según el censo de 2010, había 303 personas residiendo en Roque Bluffs. La densidad de población era de 5,99 hab./km². De los 303 habitantes, Roque Bluffs estaba compuesto por el 98.35% blancos, el 0.66% eran afroamericanos, el 0.66% eran amerindios, el 0% eran asiáticos, el 0% eran isleños del Pacífico, el 0% eran de otras razas y el 0.33% pertenecían a dos o más razas. Del total de la población el 0.33% eran hispanos o latinos de cualquier raza.